# Yuta Ito
Yuta Ito (født 18. september 1992) er en japansk fodboldspiller, som spiller for den japanske fodboldklub Albirex Niigata.